# Ana Chaves
Ana Álvares de Chaves (Reino de Portugal, c. 1520 - c. 1600, São João dos Angolares), chamada simplesmente de Ana Chaves, foi uma nobre, rica proprietária de terras e figura social e política importante para São Tomé e Príncipe colonial.

## Biografia
A hipótese mais aceite é a de que Ana Chaves nasceu no ano de 1520, no Reino de Portugal, sendo filha de uma mulher chamada Cezília de Chaves e do futuro João III de Portugal. Cezília cultivava um relacionamento oculto com o ainda João de Avis, Príncipe Real. Ao que tudo indica sua mãe era considerada uma mulher extremamente formosa e tinha sangue judeu. Por questões de nascimento, caso fosse reconhecida como filha legítima de João, seu nome deveria ser "Ana de Chaves Avis" ou "Ana Avis de Portugal".
Ao tornar-se rei, o agora João III de Portugal necessitava contrair matrimónio com alguma nobre europeia, que acabou sendo Catarina de Áustria, em 1525. Aparentemente, Cezília de Chaves permaneceu próxima à corte portuguesa mesmo após o casamento de João.
Catarina desagradava-se muito da presença das duas, conseguindo que João desterrasse Cezília e Ana para terras distantes, em meados da década de 1530. Para prover a segurança de ambas, Ana, a essa altura já uma bela jovem, foi dada em casamento por seu pai João a um certo Gonçalo Álvares, sobrinho do famoso donatário e governador colonial Álvaro de Caminha. Por questões matrimoniais, possivelmente passou a assinar como "Ana Álvares de Chaves".
O rei João III confirmou imensas provisões de terras e dinheiro ao casal e à Cezília na ilha de São Tomé, os despachando para aquelas terras longínquas.

### Em São Tomé
Álvares foi destacado pelo rei João III para servir como administrador da colónia de São Tomé, que até aquela altura ainda não estava ligada à colónia da ilha do Príncipe.
Já em São Tomé, Gonçalo Álvares trabalhava como administrador colonial, proprietário de terras agrícolas e comerciante de escravos entre Angola e Portugal.
Ana viu sua mãe morrer no ano de 1540, e seu marido também morrer no ano seguinte. O casal Ana e Gonçalo teve um único filho, que recebeu o nome de Gonçalo Álvares de Chaves. Ana ainda viu sua neta Catarina Trindade de Chaves ser sua sucessora de posses. Uma trineta sua recebeu o nome de  Ana da Cunha Chaves, sendo muitas vezes confundida com ela pela historiografia.
Após a morte do marido e da mãe, Ana tomou a condução dos negócios da família e passou a dedicar-se fortemente aos assuntos espirituais e à criação e educação primeiramente do filho e após a morte deste, à criação de sua neta, até casá-la com o também judeu João Barbosa da Cunha. Construiu e reformou igrejas, ergueu um mosteiro para a Ordem dos Frades Menores, doou um palácio para a administração colonial, deu abrigo de proteção a vários judeus desterrados em São Tomé, agindo como mecenas naquela colónia. No final da vida abandonou os negócios escravagistas e deu alforria aos seus escravos (seus negócios passaram a se sustentar na agricultura e comércio). Sua influência era tamanha que, às vezes, a condução dos negócios da própria colónia ficava a seu cargo durante o interregno de governadores.

### Morte
Possivelmente morreu de causas naturais em sua propriedade em São João dos Angolares, nas cercanias do ano de 1600. Foi enterrada, assim como seu marido e sua mãe, na Capela de São João Baptista. Após vandalização da capela, em 1880, seus restos mortais e de seu marido foram transferidos para a Igreja da Misericórdia. A degradação e abandono dessa igreja fizeram com que seus restos e os de Gonçalo fossem levados finalmente para a Sé Catedral de Nossa Senhora da Graça de São Tomé.

## Homenagens e legado
A memória de uma mulher poderosa e influente no período colonial persistiu ao ponto de que vários marcos geográficos, históricos e de engenharia foram nomeados em sua homenagem, tais como o pico Ana Chaves, a baía de Ana Chaves, o rio Ana Chaves, o porto de Ana Chaves, a avenida Marginal Ana Chaves, etc..